# Marisol Schulz
Marisol Schulz Manaut (Ciudad de México, 1957) es una editora mexicana. Cuenta con una amplia trayectoria en la industria editorial, donde desempeñó el cargo de editora ejecutiva y directora editorial de ediciones generales en Grupo Santillana. Ha sido editora de autores como Mario Vargas Llosa, Arturo Pérez-Reverte, Carlos Fuentes, José Saramago, y Homero Aridjis, entre otros. En 2011 asumió la dirección de la Feria del Libro en Español de Los Ángeles (LéaLA), y desde 2013 es la directora general de la Feria Internacional del Libro de Guadalajara.

## Trayectoria
Marisol Schulz es licenciada en Historia por la Facultad de Filosofía y Letras de la Universidad Nacional Autónoma de México. En la UNAM, se desempeñó como jefa de información y redacción de la Gaceta UNAM; jefa de Publicaciones del Centro de Investigaciones y Servicios Educativos, así como editora responsable de la revista Perfiles Educativos. También ostentó el cargo de jefa de Publicaciones en el Centro de Investigaciones Interdisciplinarias en Humanidades.
En la década de los 1980, Schulz trabajó al frente del área de publicaciones del Centro de Investigaciones y Estudios Superiores en Antropología Social, donde laboró cinco años. Posteriormente, fue directora editorial de la revista Cuadernos de Nutrición; directora editorial de Plaza & Janés México, y subdirectora de Promoción de la Lectura del Instituto Nacional de Bellas Artes.
Ingresó a trabajar en Grupo Santillana como editora ejecutiva, para después ser nombrada en 2003 como directora de los sellos Taurus y Alfaguara, cargo que mantuvo hasta abril de 2010. Ese año, fue comisionada por la Universidad de Guadalajara para fundar y dirigir la Feria del Libro en Español de Los Ángeles. Desde el 1 de abril de 2013, se desempeña como directora general de la Feria Internacional del Libro de Guadalajara.
En 2013, fue considerada por la edición mexicana de la revista Forbes como una de las 50 mujeres más poderosas de México, ubicándola en la posición 38.
Así mismo, Schulz ha participado como comentarista sobre temas culturales en diversos espacios mediáticos en México. Fue colaboradora del programa "Monitor de la mañana" con el periodista José Gutiérrez Vivó. Fue conductora del programa televisivo Domingo 7, emitido a través de Azteca 7; y condujo la sección “Más que ideas” del noticiario matutino Hechos AM, entre 2009 y 2011.